# Йоаннес Даніельсен
Йоаннес Даніельсен (фар. Jóannes Danielsen, нар. 10 вересня 1997, Клаксвік) — фарерський футболіст, захисник клубу «Клаксвік».
Виступав, зокрема, за клуб «Клаксвік», а також національну збірну Фарерських островів.

## Клубна кар'єра
Народився 10 вересня 1997 року в місті Клаксвік. Вихованець футбольної школи клубу «Клаксвік». Дорослу футбольну кар'єру розпочав 2015 року в основній команді того ж клубу, в якій провів шість сезонів, взявши участь у 133 матчах чемпіонату.  Більшість часу, проведеного у складі «Клаксвіка», був основним гравцем захисту команди.
Протягом 2022 року захищав кольори клубу «Нествед».
Того ж року повернувся до «Клаксвіка». Станом на 11 грудня 2023 року відіграв за команду з рідного міста 33 матчі в національному чемпіонаті.

## Виступи за збірні
Протягом 2017–2018 років залучався до складу молодіжної збірної Фарерських островів. На молодіжному рівні зіграв у 5 офіційних матчах.
У 2019 році дебютував в офіційних матчах у складі національної збірної Фарерських островів.
| Дата       | Місто            | Господарі         | Результат | Гості             | Турнір                               | Голи | Примітки |
| ---------- | ---------------- | ----------------- | --------- | ----------------- | ------------------------------------ | ---- | -------- |
| 15-10-2019 | Торсгавн         | Фарерські острови | 1 – 0     | Мальта            | Відбір до ЧЄ 2020                    | -    |          |
| 3-9-2020   | Торсгавн         | Фарерські острови | 3 – 2     | Мальта            | Ліга націй УЄФА 2020-2021 - 1-й етап | -    | 90+2'    |
| 6-9-2020   | Андорра-ла-Велья | Андорра           | 0 – 1     | Фарерські острови | Ліга націй УЄФА 2020-2021 - 1-й етап | -    |          |
| 7-10-2020  | Гернінг          | Данія             | 4 – 0     | Фарерські острови | товариський матч                     | -    | 73'      |
| 10-10-2020 | Торсгавн         | Фарерські острови | 1 – 1     | Латвія            | Ліга націй УЄФА 2020-2021 - 1-й етап | -    | 82'      |
| 13-10-2020 | Торсгавн         | Фарерські острови | 2 – 0     | Андорра           | Ліга націй УЄФА 2020-2021 - 1-й етап | -    | 72'      |
| 11-11-2020 | Вільнюс          | Литва             | 2 – 1     | Фарерські острови | товариський матч                     | -    | 61'      |
| 4-6-2021   | Торсгавн         | Фарерські острови | 0 – 1     | Ісландія          | товариський матч                     | -    | 66'      |
| 7-6-2021   | Торсгавн         | Фарерські острови | 5 – 1     | Ліхтенштейн       | товариський матч                     | -    |          |
| 7-9-2023   | Варшава          | Польща            | 2 – 0     | Фарерські острови | Відбір до ЧЄ 2024                    | -    | 74'      |
| 12-10-2023 | Торсгавн         | Фарерські острови | 0 – 2     | Польща            | Відбір до ЧЄ 2024                    | -    | 82'      |
| 16-11-2023 | Осло             | Норвегія          | 2 – 0     | Фарерські острови | товариський матч                     | -    | 80'      |
| 20-11-2023 | Тирана           | Албанія           | 0 – 0     | Фарерські острови | Відбір до ЧЄ 2024                    | -    | 90'      |
| Усього     |                  | Матчів            | 13        |                   | Голів                                | 0    |          |

## Досягнення
- Чемпіон Фарерських островів (4): 2019, 2021, 2022, 2023.
- Володар Кубка Фарерських островів (1): 2016.
- Володар Суперкубка Фарерських островів (2): 2020, 2023.